# Zbombardowanie szkoły Fahmi al-Jarjawi
Zbombardowanie szkoły Fahmi al-Jarjawi – masakra, do jakiej doszło 25 maja 2025, kiedy Siły Obronne Izraela (IDF) zaatakowały szkołę Fahmi al-Jarjawi w dzielnicy Daraj w Gazie, zabijając co najmniej 36 osób i raniąc 55 innych, w tym 18 dzieci i 6 kobiet. Atak miał miejsce w czasie narastającej międzynarodowej krytyki działań Izraela w wojnie w Strefie Gazy. 
Zweryfikowane nagrania wideo ukazały m.in. młodą dziewczynkę uwięzioną w pożarze wywołanym przez bombardowanie, próbującą uciec z płonącego budynku. Dzieci, które przeżyły atak, doznały poważnych oparzeń.
Izraelskie siły zbrojne nie wydały wcześniej nakazu ewakuacji obszaru objętego atakiem. Twierdzenia strony izraelskiej, jakoby szkoła była wykorzystywana przez bojowników Hamasu i Islamskiego Dżihadu, nie zostały poparte dowodami i nie mogły zostać niezależnie zweryfikowane przez media.
Atak miał miejsce w ramach ofensywy izraelskiej w Strefie Gazy w maju 2025. Ofensywa ta obejmowała setki nalotów, oblężenia szpitali, przypadki głodu, przymusowe przesiedlenia ludności oraz groźby wojenne premiera Izraela, Binjamina Netanjahu.

## Bombardowanie
Według Associated Press, Al-Dżaziry i Agence France-Presse, w wyniku nalotów na szkołę zginęło od 33 do 36 osób, a 55 zostało rannych.
Według informacji przekazanych przez biuro medialne władz Strefy Gazy, w wyniku bombardowania zginęło 18 dzieci. Telewizja Al-Dżazira opublikowała zweryfikowane nagranie ukazujące małe dziecko próbujące uciec z płonącej szkoły. . Jak ustalono, dziecko to była 5-letnia Ward Khalil, której udało się opuścić budynek, doznając jedynie nieznacznych obrażeń. W wyniku tego samego ataku zginęli jednak jej matka oraz dwoje rodzeństwa. 
Na zewnątrz ludzie desperacko próbowali wybijać okna, by ratować uwięzionych w płomieniach.
Ratownicy medyczni poinformowali o rozległych pożarach, które objęły budynek szkoły oraz namioty rozstawione na jej terenie. Zgodnie z ich relacjami, dochodziły stamtąd głosy osób uwięzionych w ogniu, które pozostawały przy życiu, lecz nie były w stanie się ewakuować. Świadkowie określili sytuację jako „katastrofalną”, a jeden z lokalnych mieszkańców porównał intensywność bombardowania do trzęsienia ziemi. Jednostki obrony cywilnej prowadziły akcję gaśniczą przez kilka godzin. Jeden z ratowników, który wyniósł z płomieni małą dziewczynkę, oświadczył, że nie był w stanie przekazać jej informacji o śmierci całej rodziny.
Al-Dżazira poinformowała, że rankiem tego samego dnia, w wyniku ataków izraelskich sił zbrojnych w północnej Gazie zginęło łącznie 50 osób. Wśród ofiar było 19 osób zabitych w jednym domu, w tym 17 członków rodziny Abd Rabbo. Ratownicy, którzy próbowali dotrzeć do ocalałych, zostali ostrzelani przez siły izraelskie.

## Następstwa
Po atakach siły izraelskie zrzucały ulotki z wezwaniami do mieszkańców Gazy, by donosili na bojowników Hamasu, pisząc: „przypieczętowaliśmy los Hamasu, wojna zbliża się do końca”. Wydano także rozkazy ewakuacji większości południowej części Strefy Gazy.
Obrazy satelitarne pokazały, że izraelskie siły otaczały ostatnie funkcjonujące szpitale w północnej Gazie.

## Reakcje

### Organizacje praw człowieka
Agencja Narodów Zjednoczonych ds. Pomocy Uchodźcom Palestyńskim na Bliskim Wschodzie (UNRWA) oświadczyła, że miejsca schronienia w Gazie są przepełnione uchodźcami i nie ma już bezpiecznych miejsc.

### Gaza
Biuro medialne władz Gazy uznało bombardowanie za „bezpośrednią kontynuację zbrodni czystki etnicznej i ludobójstwa” prowadzonego przeciwko narodowi palestyńskiemu od ataku Hamasu na Izrael 7 października. Władze stwierdziły, że izraelskie siły systematycznie bombardują schrony, by spowodować jak największą liczbę ofiar.

### Izrael
IDF oraz agencja wywiadu wewnętrznego Szin Bet oświadczyły — nie przedstawiając jednak dowodów — że budynek szkoły był wykorzystywany przez „terrorystów do planowania i zbierania informacji wywiadowczych” w celu przeprowadzenia ataków na izraelskich cywilów i żołnierzy. Według izraelskiego wojska, celem nalotów byli kluczowi członkowie Hamasu oraz Palestyńskiego Islamskiego Dżihadu, a działania miały być podjęte z uwzględnieniem środków mających na celu ograniczenie liczby ofiar cywilnych. Dziennikarze BBC nie potwierdzili tych twierdzeń, natomiast dostępne materiały filmowe i fotograficzne przedstawiały dziesiątki zabitych i rannych kobiet oraz dzieci. Rzecznicy izraelscy nie ujawnili, kto konkretnie miał być celem nalotów.

### Niemcy
Choć kanclerz Niemiec skrytykował działania rządu izraelskiego, minister spraw zagranicznych Johann Wadephul oświadczył, że Niemcy będą kontynuować sprzedaż broni Izraelowi. 